# Ruth Davidson
Ruth Elizabeth Davidson (Edimburg, 10 de novembre de 1978) és una política i periodista escocesa que va liderar el Partit Conservador Escocès de 2011 a 2019. Al Parlament Escocès, és cap de l'oposició i diputada per la circumscripció d'Edimburg Central.
Després de graduar-se per la Universitat d'Edimburg, va treballar com a periodista de la BBC i com a senyalitzara de Territorial Army. Després d'abandonar la BBC el 2009 per estudiar a la Universitat de Glasgow, Davidson es va afiliar al Partit Conservador i va ser candidata del partit a la circumscripció de Glasgow North East en les eleccions de 2009 i les generals de 2010. En aquests comicis va acabar en tercer i quart lloc, respectivament, amb aproximadament el 5% dels vots.
En les eleccions al Parlament Escocès de 2011, Davidson es va presentar per la circumscripció de Glasgow Kelvin i en la llista regional de Glasgow. Va acabar en quart lloc en la primera, però va tenir èxit en la llista regional. Després de la dimissió de la líder del partit Annabel Goldie el maig de 2011, Davidson es va presentar a la direcció del partit. Va guanyar les primàries i va ser nomenada líder del partit el 4 de novembre del 2011.